# Andrejs Piedels
Andrejs Piedels (* 17. September 1970 in Jēkabpils) ist ein ehemaliger lettischer Fußballtorwart.
Seine Karriere auf Vereinsebene begann er im Jahr 1989 in Estland bei Zvezda Tallinn, ehe er zu FK Daugava Riga wechselte, für die er auch von 1996 bis 1997 spielte. Zwischendurch war er für FK Pardaugava Riga, DAG Riga und Amstrig Riga aktiv. 1998 wechselte er zu Skonto Riga. Für diesen Verein bestritt er in zehn Jahren 171 Spiele. In dieser Zeit stieg er auch zum Nationalspieler auf. 2004 gewann er mit Skonto Riga die lettische Meisterschaft. 2008 wechselte er für ein Jahr zu FK Jūrmala und seit 2009 spielt er wieder für seinen Heimverein Daugava Riga. Dort kam er jedoch kaum zum Einsatz. Anfang wechselte er zu JFK Olimps, wo er nicht mehr zum Zuge kam und seine Laufbahn beendete.
Er nahm an der Fußball-Europameisterschaft 2004 teil, kam dort aber nicht zum Einsatz. Bei diesem Turnier, wie die meiste Zeit seiner Nationalmannschaftskarriere, war er nur Ersatztorwart hinter Aleksandrs Koļinko. Insgesamt spielte er 14-mal für die lettische Nationalmannschaft.